# Thomsdorf (Boitzenburger Land)
Thomsdorf ist ein Wohnplatz im Ortsteil Funkenhagen der Gemeinde Boitzenburger Land im Landkreis Uckermark in Brandenburg.

## Lage
Der Ort liegt an der Kreisstraße K 7332 nordöstlich des Naturschutzgebietes (NSG) Küstrinchen und nordwestlich des NSG Brüsenwalde. Die Landesgrenze zu Mecklenburg-Vorpommern verläuft unweit nördlich und westlich.
Unweit entfernt befinden sich diese Seen: nordöstlich der Mellensee und der Krewitzsee, nördlich der Carwitzer See, nordwestlich der Dreetzsee und südwestlich der Krüselinsee. Die urkundliche Ersterwähnung des Ortes datiert in das Jahr 1387, wobei der Ortsname sich in Form eines Familiennamens erhalten hat. Im Jahr 1393 ist der Ort als "Tupenstörpe"  überliefert.

## Sehenswürdigkeiten
In der Liste der Baudenkmale in Boitzenburger Land ist für Thomsdorf ein Baudenkmal aufgeführt:
- Die aus der 2. Hälfte des 13. Jahrhunderts stammende Dorfkirche Thomsdorf ist eine Saalkirche aus Feldsteinen. Bei dem um 1700 erfolgten Umbau wurde der Turmaufsatz entfernt. Nach einem Brand wurde die Kirche im Jahr 1990 restauriert.[4]